# Pohreby (obwód sumski)
Pohreby (ukr. Погреби) – wieś na Ukrainie, w obwodzie sumskim, w rejonie romeńskim. W 2001 roku liczyła 104 mieszkańców.